# 太陽能煙囪
太陽能煙囪（通常稱為熱能煙囪）是一種利用被动式太阳能加熱的空氣對流來改善建筑物自然通風的方式。太陽能煙囪的簡單描述是一個垂直豎井，利用太陽能來加強建築物的自然通風。
太陽能煙囪已經使用了好幾個世紀；中东和近東的波斯人、欧洲人，及罗马人使用则更为频繁。

## 描述
在最簡單的形式中，太陽能煙囪由一個塗上黑色油漆的烟囱組成。白天，太陽能加熱煙囪及其中的空氣，在煙囪中形成一股上升氣流。煙囪底部產生的吸力可以用來通風和冷卻下面的建築物。在世界上的大部分地區，利用風能進行通風比較容易，比如使用捕风塔，但在無風的炎熱天氣，太陽能煙囪可以提供通風，否則就無法通風。
然而，太阳能烟囱有多种变化。太阳能烟囱的基本设计元素是：
- 太陽能集熱區： 它可以位於煙囪的頂部，也可以包括整個豎井。此元件的方向、玻璃類型、隔熱和熱性能對於利用、保留和使用太陽能收益至關重要。
- 主通風井： 此結構的位置、高度、橫截面和熱特性也非常重要。
- 進風口和出風口： 這些元件的尺寸、位置以及空氣動力學方面也非常重要。

有人提出了太陽能發電的原理，在底部使用大型溫室，而不是僅僅依靠煙囪本身的加熱。(有關這個問題的進一步資訊，請參閱太阳上升气流塔）。
太陽能煙囪塗成黑色，以便更有效地吸收太陽熱能。當煙囪內的空氣被加熱後，會上升並透過熱交換管將冷空氣從地下抽出。

## 太阳能烟囱和可持续建筑

该太阳能烟囱通过地热交换吸入空气，为家庭提供被动制冷。

太陽能煙囪（也稱為熱煙囪）也可以用於建築環境中，以減少機械系統（通過機械方式對建築物進行加熱和冷卻的系統）所使用的能源。數十年來，空調和機械通風一直是發達國家許多建築類型（尤其是辦公室）的標準環境控制方法。污染和能源供應的重新分配促使建築設計採用新的環保方法。創新技術與生物恆溫原則和傳統設計策略經常被結合起來，創造出新的、可能成功的設計解決方案。太陽能煙囪是科學家和設計師目前正在探索的概念之一，主要是透過研究和實驗。
太陽能煙囪有許多用途。直射陽光會加熱煙囪內的空氣，使其從頂部上升，並從底部吸入空氣。空氣的吸入可以用來為住宅或辦公室通風、通過地熱交換器吸入空氣，或者只為特定區域（如堆肥廁所）通風。
自然通風可透過在建築物上層設置通風口，讓熱空氣透過對流上升並排到室外。與此同時，較冷的空氣可從下層的通風口吸入。可以在建築物的那一側種植樹木，為較冷的室外空氣提供樹蔭。
太陽能煙囪可以增強這種自然通風過程。煙囪必須高於屋頂水平，並且必須建在朝太陽方向的牆上。可以在面向太陽的一側使用玻璃表面來增加太陽熱量的吸收。對面可使用吸熱材料。吸熱表面的大小比煙囪的直徑更重要。大的表面面積可以與太陽輻射加熱所需的空氣進行更有效的熱交換。煙囪內空氣的加熱將增強對流，從而增強通過煙囪的氣流。煙囪通風口的開口應遠離盛行风的方向。
為了進一步將冷卻效果發揮到最大，可先將進入的空氣引導至地下管道，再讓其進入建築物。可將太陽能煙囪與特朗布墙整合，以改善太陽能煙囪。這種設計的額外優點是，在寒冷季節，系統可以反轉，轉而提供太陽能加熱。

太陽能煙囪概念的變體是太陽能閣樓。在陽光充沛的炎熱氣候下，閣樓空間在夏天通常會熱得發燙。在傳統建築中，這會帶來一個問題，因為需要增加空調。通過將閣樓空間與太陽能煙囪相結合，閣樓中的熱空氣就可以發揮作用。它可以幫助煙囪中的對流，改善通風。

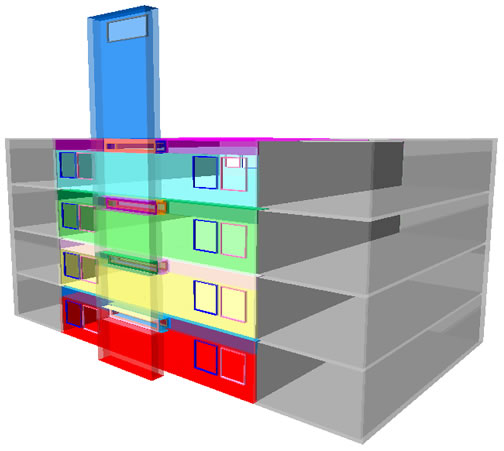
CAD（TAS）太阳能烟囱模型

太陽能煙囪的使用可能有益於建築物的自然通風和被动冷卻策略，從而幫助減少能源使用、二氧化碳排放和污染。自然通風和使用太陽能煙囪的潛在好處有：
- 改善在寧靜、炎熱天氣下的通風率
- 減少對風和風動通風的依賴
- 改善對建築物內氣流的控制
- 進氣口的選擇更多 (例如建築物的背風面)
- 改善空氣品質，降低城市區域的噪音水平
- 提高夜間通風率
- 為狹窄的小空間通風，盡量減少與外界的接觸

被动冷却的潜在好处可能包括：
- 改善暖季期間的被動式冷卻 (主要是在靜止的熱天)
- 提高夜間冷卻率
- 增強熱質性能（冷卻、蓄冷）
- 改善熱舒適度（改善氣流控制、減少穿堂風）

## 先例研究：环保建筑
位於英國沃特福德加斯頓的建筑研究机构 (Building Research Establishment，BRE) 辦公大樓採用太陽能輔助被動通風煙囪作為其通風策略的一部分。
BRE 辦公室由建築師Feilden Clegg Bradley設計，旨在將能源消耗和二氧化碳排放量在現行最佳實踐準則的基礎上減少30%，並在不使用空調的情況下維持舒適的環境條件。被動式通風煙囪、太陽能遮陽以及內嵌式地板下冷卻裝置的空心混凝土板是這棟建築的主要特色。通風和供暖系統由建築管理系統 (building management system，BMS) 控制，同時提供一定程度的使用者控制權，以根據居住者的需求調整條件。
該建築利用五個垂直豎井作為通風與冷卻策略的組成部分。這些煙囪的主要組成部分是朝南的玻璃磚牆、熱質牆以及高出屋頂數米的不銹鋼圓形排氣口。煙囪與彎曲的空心混凝土樓板連接，通過夜間通風進行冷卻。嵌入樓板的管道可利用地下水提供額外的冷卻效果。
在暖風吹襲的日子，空氣會從彎曲的空心混凝土樓板上的通道吸入。通過不鏽鋼煙囪自然升起的煙囪通風可增強建築物內的空氣流動。空氣在煙囪頂部的流動增強了煙囪效應。在溫暖、靜止的日子裡，建築物主要依靠煙囪效應，而空氣則從建築物北側的陰涼處排出。煙囪頂部的低能耗風扇也可用於改善氣流。
隔夜，控制系統使通風通路通過空心混凝土板，將白天儲存的熱量排出，第二天仍然保持低溫。與平面天花板相比，外露的弧形天花板提供了更大的表面面積，可作為散热片，再次提供夏季冷量。以被動式煙囪的實際性能測量為基礎的研究發現，在溫暖而寂靜的日子裡，它們增強了空間的冷卻通風效果，而且由於其熱量巨大的結構，也可能有助於夜間降溫。

## 被动式下吸式冷却塔

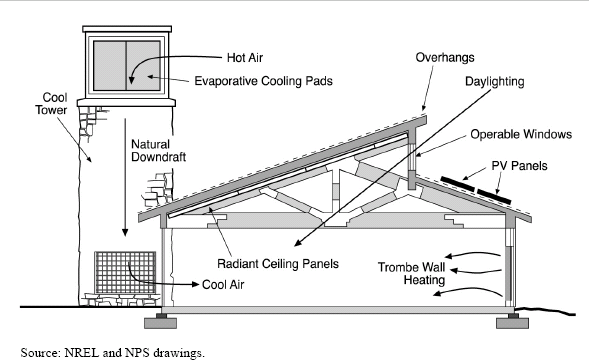
錫安國家公園游客中心的冷却塔提供凉爽的空气。

與太陽能煙囪密切相關的技術是蒸發式下排風冷卻塔。在氣候炎熱乾燥的地區，這種方法可能有助於以可持續的方式為建築物提供空調。
其原理是透過使用蒸發冷卻墊或噴灑水，讓水在塔頂蒸发。蒸發會冷卻進入的空氣，造成冷空氣下沉，從而降低建築物內的溫度。可在建築物的對面使用太陽能煙囪來增加氣流，以幫助將熱空氣排放到室外。此概念已用於錫安國家公園的遊客中心。訪客中心由国家可再生能源实验室的高性能建築研究部負責設計。
下吸式冷卻塔的原理也被提出用於太陽能發電。(更多資訊請參閱能量塔）。非洲馬里多貢人（Dogon）建造的托古纳建築物頂部墊子上的濕氣蒸發，讓在下面休息的人感到涼爽。位於鎮郊的婦女建築則具有較傳統太陽能煙囪的功能。